# Sielce (gmina Stromiec)
Sielce dawniej też Sielec – wieś sołecka w Polsce położona w województwie mazowieckim, w powiecie białobrzeskim, w gminie Stromiec.
W latach 1975–1998 miejscowość należała administracyjnie do województwa radomskiego.
Wierni kościoła rzymskokatolickiego należą do parafii św. Teresy od Dzieciątka Jezus w Dobieszynie.